# Минари
«Минари» (кор. 미나리; англ. Minari) — американский драматический фильм 2020 года режиссёра Ли Айзека Чуна по его же сценарию. Полуавтобиографический взгляд на собственное воспитание Чуна, сюжет рассказывает о семье иммигрантов из Южной Кореи, которые пытаются жить в сельской Америке в 1980-х годах.
Мировая премьера фильма состоялась 26 января 2020 года на кинофестивале «Сандэнс» (Гран-при жюри и Приз зрительских симпатий). Его виртуальный показ проходил в течение одной недели с 11 декабря 2020 года, а релиз состоялся 12 февраля 2021 года на канале A24.
В России фильм начали показывать 8 апреля 2021 года (дистрибьютор «Экспонента»).

## Сюжет
Семья Ли переезжает из Калифорнии в поисках своей американской мечты на свой новый участок земли в сельском Арканзасе, где глава семейства Джейкоб надеется выращивать корейскую продукцию для продажи торговцам в Далласе. Он обращается за помощью к Полу, местному жителю, который невероятно религиозен. Хотя он с оптимизмом смотрит в будущее, его жена Моника разочарована и беспокоится о проблемах с сердцем у их сына Дэвида. Джейкоб и Моника занимаются установлением пола цыплят в ближайшем инкубатории и постоянно спорят, пока Дэвид и его сестра Энн подслушивают.
Чтобы наблюдать за детьми в течение дня, они организуют поездку матери Моники, Сунджи, из Кореи. Дэвид, который вынужден жить с ней в одной комнате, избегает её из-за того, что она не соответствует его представлениям о том, какой должна быть бабушка. Тем не менее, Сунджа пытается приспособиться к жизни в Штатах и сблизиться с детьми.
Колодец, который вырыл Джейкоб, иссякает. Он не хочет платить за воду округа, но в конце концов вынужден это сделать. Он сталкивается с дополнительными трудностями, например, нечистым на руку продавцом в Далласе, отменяющим свой заказ в последнюю минуту. Тем не менее, он упорствует, несмотря на неоднократное желание Моники вернуться в Калифорнию. Это приближает их брак к критической точке.
Тем временем Сунджа берёт детей сажать семена минари (омежник лежачий) у ручья. Она рассказывает им о том, насколько растение выносливое и полезное, и предсказывает обильный рост. Дэвид, наконец, начинает принимать свою бабушку после того, как она учит его карточным играм, перевязывает его раны и убаюкивает его. Вскоре с пожилой женщиной случается инсульт. Она выживает после лечения, но после инсульта её речь нарушена, а способность передвижения ограничена.
Джейкоб, Моника, Дэвид и Энн едут в город на консультацию к врачу по поводу болезни Дэвида и встречаются с продавцом, который распространяет продукцию Джейкоба. Хотя сделка наконец-то заключена, Джейкоб косвенно признаётся Монике, что успех его урожая важнее для него, чем стабильность их семьи. После эмоционального спора они молчаливо соглашаются расстаться.
Однако по-прежнему не совсем здоровая Сунджа случайно поджигает сарай с продуктами в их отсутствие. По прибытии домой Джейкоб врывается, чтобы спасти урожай, и Моника вскоре следует за ним. В конце концов, огонь выходит из-под контроля, и они решают спасти друг друга, оставляя сарай гореть. Обезумевшая и смущённая Сунджа пытается сбежать в лес, но Энн и Дэвид спешат вернуть её и утешить.
Некоторое время спустя Джейкоб и Дэвид направляются к ручью, чтобы собрать урожай минари, который успешно вырос. Джейкоб отмечает, какое хорошее место выбрала Сунджа, чтобы посадить их.

## В ролях
- Стивен Ён — Джейкоб Ли
- Хан Йери — Моника Ли
- Алан Ким — Дэвид
- Ноэль Кейт Чо — Энн
- Юн Ёджон — Сунджа
- Уилл Паттон — Пол
- Скотт Хейз — Билли
- Дэррил Кокс — мистер Харлан
- Эстер Мун — миссис О
- Эрик Старки — Рэнди Бумер

## Производство
В июле 2019 года было объявлено, что Стивен Ён, Хан Йери, Юн Ёджон, Уилл Паттон и Скотт Хейз присоединились к актёрскому составу фильма, при этом фильм продюсирует Plan B Entertainment, а дистрибьютором выступит A24.
Основные съёмки начались в июле 2019 года в Талсе, штат Оклахома.

## Награды и номинации
| Награда                                      | Дата вручения   | Категория                                                      | Номинанты и получатели                                                           | Результат    | П.     |
| -------------------------------------------- | --------------- | -------------------------------------------------------------- | -------------------------------------------------------------------------------- | ------------ | ------ |
| Оскар                                        | 25 апреля 2021  | Лучший фильм                                                   | Кристина О                                                                       | Номинация    | [ 8 ]  |
| Оскар                                        | 25 апреля 2021  | Лучший режиссер                                                | Ли Айзек Чун                                                                     | Номинация    | [ 8 ]  |
| Оскар                                        | 25 апреля 2021  | Лучший оригинальный сценарий                                   | Ли Айзек Чун                                                                     | Номинация    | [ 8 ]  |
| Оскар                                        | 25 апреля 2021  | Лучшая мужская роль                                            | Стивен Ён                                                                        | Номинация    | [ 8 ]  |
| Оскар                                        | 25 апреля 2021  | Лучшая женская роль второго плана                              | Юн Ёджон                                                                         | Победа       | [ 8 ]  |
| Оскар                                        | 25 апреля 2021  | Лучшая музыка к фильму                                         | Эмиль Моссери                                                                    | Номинация    | [ 8 ]  |
| Золотой глобус                               | 28 февраля 2021 | Лучший фильм на иностранном языке                              | Минари                                                                           | Победа       | [ 9 ]  |
| BAFTA                                        | 11 апреля 2021  | Лучший неанглоязычный фильм                                    | Ли Айзек Чун и Кристина О                                                        | Номинация    | [ 10 ] |
| BAFTA                                        | 11 апреля 2021  | Лучший режиссер                                                | Ли Айзек Чун                                                                     | Номинация    | [ 10 ] |
| BAFTA                                        | 11 апреля 2021  | Лучшая мужская роль второго плана                              | Алан Ким                                                                         | Номинация    | [ 10 ] |
| BAFTA                                        | 11 апреля 2021  | Лучшая женская роль второго плана                              | Юн Ёджон                                                                         | Победа       | [ 10 ] |
| BAFTA                                        | 11 апреля 2021  | Лучшая музыка к фильму                                         | Эмиль Моссери                                                                    | Номинация    | [ 10 ] |
| BAFTA                                        | 11 апреля 2021  | Лучший кастинг                                                 | Джулия Ким                                                                       | Номинация    | [ 10 ] |
| Выбор критиков                               | 7 марта 2021    | Лучший фильм                                                   | Минари                                                                           | Номинация    | [ 11 ] |
| Выбор критиков                               | 7 марта 2021    | Лучший режиссер                                                | Ли Айзек Чун                                                                     | Номинация    | [ 11 ] |
| Выбор критиков                               | 7 марта 2021    | Лучший оригинальный сценарий                                   | Ли Айзек Чун                                                                     | Номинация    | [ 11 ] |
| Выбор критиков                               | 7 марта 2021    | Лучший актёр                                                   | Стивен Ён                                                                        | Номинация    | [ 11 ] |
| Выбор критиков                               | 7 марта 2021    | Лучшая актриса второго плана                                   | Юн Ёджон                                                                         | Номинация    | [ 11 ] |
| Выбор критиков                               | 7 марта 2021    | Лучший молодой актер / актриса                                 | Алан Ким                                                                         | Победа       | [ 11 ] |
| Выбор критиков                               | 7 марта 2021    | Лучший актерский состав                                        | Актерский состав Минари                                                          | Номинация    | [ 11 ] |
| Выбор критиков                               | 7 марта 2021    | Лучшая операторская работа                                     | Лаклан Милн                                                                      | Номинация    | [ 11 ] |
| Выбор критиков                               | 7 марта 2021    | Лучшая музыка к фильму                                         | Эмиль Моссери                                                                    | Номинация    | [ 11 ] |
| Выбор критиков                               | 7 марта 2021    | Лучший фильм на иностранном языке                              | Минари                                                                           | Победа       | [ 11 ] |
| Премия Гильдии режиссёров Америки            | 10 апреля 2021  | Лучший режиссёр полнометражного фильма                         | Ли Айзек Чун                                                                     | Номинация    | [ 12 ] |
| Премия Гильдии продюсеров США                | 24 марта 2021   | Лучший продюсер фильма                                         | Деде Гарднер, Джереми Клейнер и Кристина О                                       | Номинация    | [ 13 ] |
| Премия Гильдии киноактёров США               | 4 апреля 2021   | Лучшая мужская роль                                            | Стивен Ён                                                                        | Номинация    | [ 14 ] |
| Премия Гильдии киноактёров США               | 4 апреля 2021   | Лучшая женская роль второго плана                              | Юн Ёджон                                                                         | Победа       | [ 14 ] |
| Премия Гильдии киноактёров США               | 4 апреля 2021   | Лучший актерский состав                                        | Стивен Ён, Хан Йери, Алан Ким, Ноэль Кейт Чо, Юн Ёджон, Скотт Хейз и Уилл Паттон | Номинация    | [ 14 ] |
| Премия Американской ассоциации монтажёров    | 17 апреля 2021  | Лучший монтаж драматического фильма                            | Харри Юн                                                                         | Номинация    | [ 15 ] |
| Премия AACTA                                 | 6 марта 2021    | Лучший международный фильм                                     | Минари                                                                           | Номинация    | [ 16 ] |
| Альянс женщин-киножурналистов                | 4 января 2021   | Лучший фильм                                                   | Минари                                                                           | Номинация    | [ 17 ] |
| Альянс женщин-киножурналистов                | 4 января 2021   | Лучшая актриса второго плана                                   | Юн Ёджон                                                                         | Победа       | [ 17 ] |
| Премия Общества кинокритиков Бостона         | 13 декабря 2020 | Лучшая актриса второго плана                                   | Юн Ёджон                                                                         | Победа       | [ 18 ] |
| Премия Общества кинокритиков Бостона         | 13 декабря 2020 | Лучшая музыка к фильму                                         | Эмиль Моссери                                                                    | Победа       | [ 18 ] |
| Премия Общества кинокритиков Бостона         | 13 декабря 2020 | Лучший актерский состав                                        | Актерский состав Минари                                                          | Второе место | [ 18 ] |
| Ассоциация кинокритиков Лос-Анджелеса        | 20 декабря 2020 | Лучшая женская роль второго плана                              | Юн Ёджон                                                                         | Победа       | [ 19 ] |
| Ассоциация кинокритиков Чикаго               | 21 декабря 2020 | Лучший актёр                                                   | Стивен Ён                                                                        | Номинация    | [ 20 ] |
| Ассоциация кинокритиков Чикаго               | 21 декабря 2020 | Лучшая актриса второго плана                                   | Юн Ёджон                                                                         | Номинация    | [ 20 ] |
| Ассоциация кинокритиков Чикаго               | 21 декабря 2020 | Специальный приз "Milos Stehlik Award for Promising Filmmaker" | Ли Айзек Чун                                                                     | Номинация    | [ 20 ] |
| Национальный совет кинокритиков США          | 26 января 2021  | Лучшая актриса второго плана                                   | Юн Ёджон                                                                         | Победа       | [ 21 ] |
| Национальный совет кинокритиков США          | 26 января 2021  | Лучший оригинальный сценарий                                   | Ли Айзек Чун                                                                     | Победа       | [ 21 ] |
| Национальный совет кинокритиков США          | 26 января 2021  | ТОП-10 фильмов 2020 года                                       | Минари                                                                           | Победа       | [ 21 ] |
| Премия «Готэм»                               | 11 января 2021  | Лучшая актриса                                                 | Юн Ёджон                                                                         | Номинация    | [ 22 ] |
| Общество кинокритиков Сан-Диего              | 11 января 2021  | Лучший актер                                                   | Стивен Ён                                                                        | Номинация    | [ 23 ] |
| Общество кинокритиков Сан-Диего              | 11 января 2021  | Лучшая актриса второго плана                                   | Юн Ёджон                                                                         | Победа       | [ 23 ] |
| Общество кинокритиков Сан-Диего              | 11 января 2021  | Лучший оригинальный сценарий                                   | Ли Айзек Чун                                                                     | Победа       | [ 23 ] |
| Ассоциация кинокритиков Сан-Франциско        | 18 января 2021  | Лучший фильм                                                   | Минари                                                                           | Номинация    | [ 24 ] |
| Ассоциация кинокритиков Сан-Франциско        | 18 января 2021  | Лучший режиссер                                                | Ли Айзек Чун                                                                     | Номинация    | [ 24 ] |
| Ассоциация кинокритиков Сан-Франциско        | 18 января 2021  | Лучший актёр                                                   | Стивен Ён                                                                        | Номинация    | [ 24 ] |
| Ассоциация кинокритиков Сан-Франциско        | 18 января 2021  | Лучшая актриса второго плана                                   | Юн Ёджон                                                                         | Победа       | [ 24 ] |
| Ассоциация кинокритиков Сан-Франциско        | 18 января 2021  | Лучший оригинальный сценарий                                   | Ли Айзек Чун                                                                     | Победа       | [ 24 ] |
| Спутник                                      | 15 февраля 2021 | Лучший фильм — драма                                           | Минари                                                                           | Номинация    | [ 25 ] |
| Спутник                                      | 15 февраля 2021 | Лучший режиссёр                                                | Ли Айзек Чун                                                                     | Номинация    | [ 25 ] |
| Спутник                                      | 15 февраля 2021 | Лучший актёр                                                   | Стивен Ён                                                                        | Номинация    | [ 25 ] |
| Спутник                                      | 15 февраля 2021 | Лучшая женская роль второго плана                              | Юн Ёджон                                                                         | Номинация    | [ 25 ] |
| Спутник                                      | 15 февраля 2021 | Лучший оригинальный сценарий                                   | Ли Айзек Чун                                                                     | Номинация    | [ 25 ] |
| Спутник                                      | 15 февраля 2021 | Лучший монтаж                                                  | Харри Юн                                                                         | Номинация    | [ 25 ] |
| Спутник                                      | 15 февраля 2021 | Лучшая музыка к фильму                                         | Эмиль Моссери                                                                    | Номинация    | [ 25 ] |
| Общество кинокритиков Сиэтла                 | 15 февраля 2021 | Лучший фильм                                                   | Минари                                                                           | Номинация    | [ 26 ] |
| Общество кинокритиков Сиэтла                 | 15 февраля 2021 | Лучший режиссер                                                | Ли Айзек Чун                                                                     | Номинация    | [ 26 ] |
| Общество кинокритиков Сиэтла                 | 15 февраля 2021 | Лучший актер                                                   | Стивен Ён                                                                        | Номинация    | [ 26 ] |
| Общество кинокритиков Сиэтла                 | 15 февраля 2021 | Лучшая актриса второго плана                                   | Юн Ёджон                                                                         | Победа       | [ 26 ] |
| Общество кинокритиков Сиэтла                 | 15 февраля 2021 | Лучший кастинг                                                 | Джулия Ким                                                                       | Номинация    | [ 26 ] |
| Общество кинокритиков Сиэтла                 | 15 февраля 2021 | Лучший фильм на иностранном языке                              | Минари                                                                           | Победа       | [ 26 ] |
| Общество кинокритиков Сиэтла                 | 15 февраля 2021 | Лучшая музыка к фильму                                         | Эмиль Моссери                                                                    | Номинация    | [ 26 ] |
| Общество кинокритиков Сиэтла                 | 15 февраля 2021 | Лучший молодой актер / актриса                                 | Алан Ким                                                                         | Победа       | [ 26 ] |
| Премия Американского института киноискусства | 25 января 2021  | 10 лучших фильмов года                                         | Минари                                                                           | Победа       | [ 27 ] |
| «Независимый дух»                            | 22 апреля 2021  | Лучший фильм                                                   | Деде Гарднер, Джереми Клейнер и Кристина О                                       | Номинация    | [ 28 ] |
| «Независимый дух»                            | 22 апреля 2021  | Лучший режиссер                                                | Ли Айзек Чун                                                                     | Номинация    | [ 28 ] |
| «Независимый дух»                            | 22 апреля 2021  | Лучший сценарий                                                | Ли Айзек Чун                                                                     | Номинация    | [ 28 ] |
| «Независимый дух»                            | 22 апреля 2021  | Лучший актёр                                                   | Стивен Ён                                                                        | Номинация    | [ 28 ] |
| «Независимый дух»                            | 22 апреля 2021  | Лучшая женская роль второго плана                              | Юн Ёджон                                                                         | Победа       | [ 28 ] |
| «Независимый дух»                            | 22 апреля 2021  | Лучшая женская роль второго плана                              | Хан Йери                                                                         | Номинация    | [ 28 ] |

## Критика
Российские интернет-издания о кинематографе поставили фильму средние оценки. Так, Тамара Ходова из ТАСС считает, что в фильме «сразу чувствуется, что это родная и любимая среда Чуна. От этого фильм получается очень живой и расцвеченный небольшими деталями, создающими объемную вселенную семьи новоиспеченных американцев», а Алёна Попова, обозреватель «КиноАфиши», полагает, что это «довольно универсальное кино, но особенно оно понравится поклонникам фильмов в духе Терренса Малика: здесь много философских размышлений, в том числе о важности семьи, ответственности перед ней и второстепенности личных устремлений».